# Bomarea salsilla

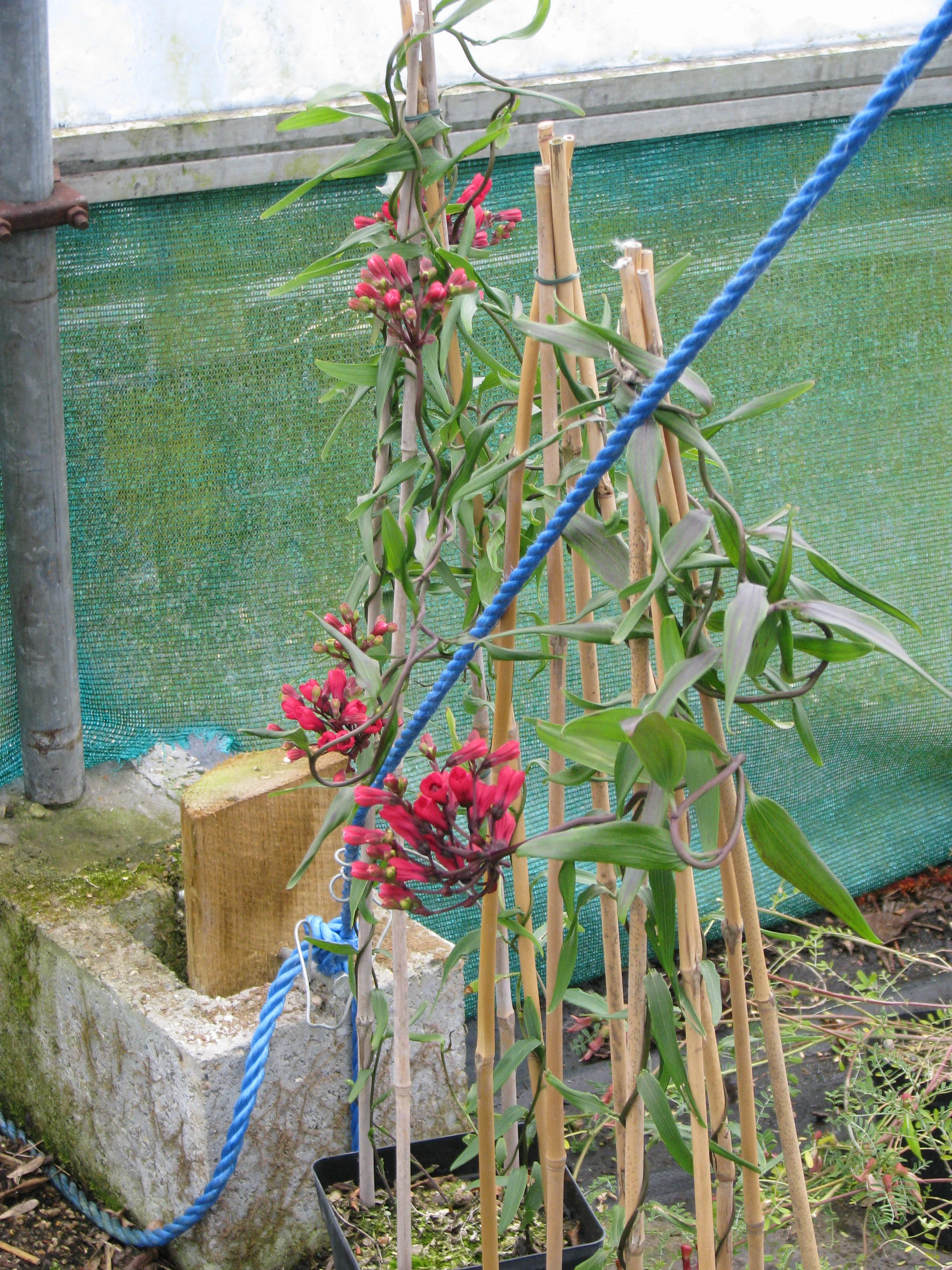
Vista de la planta

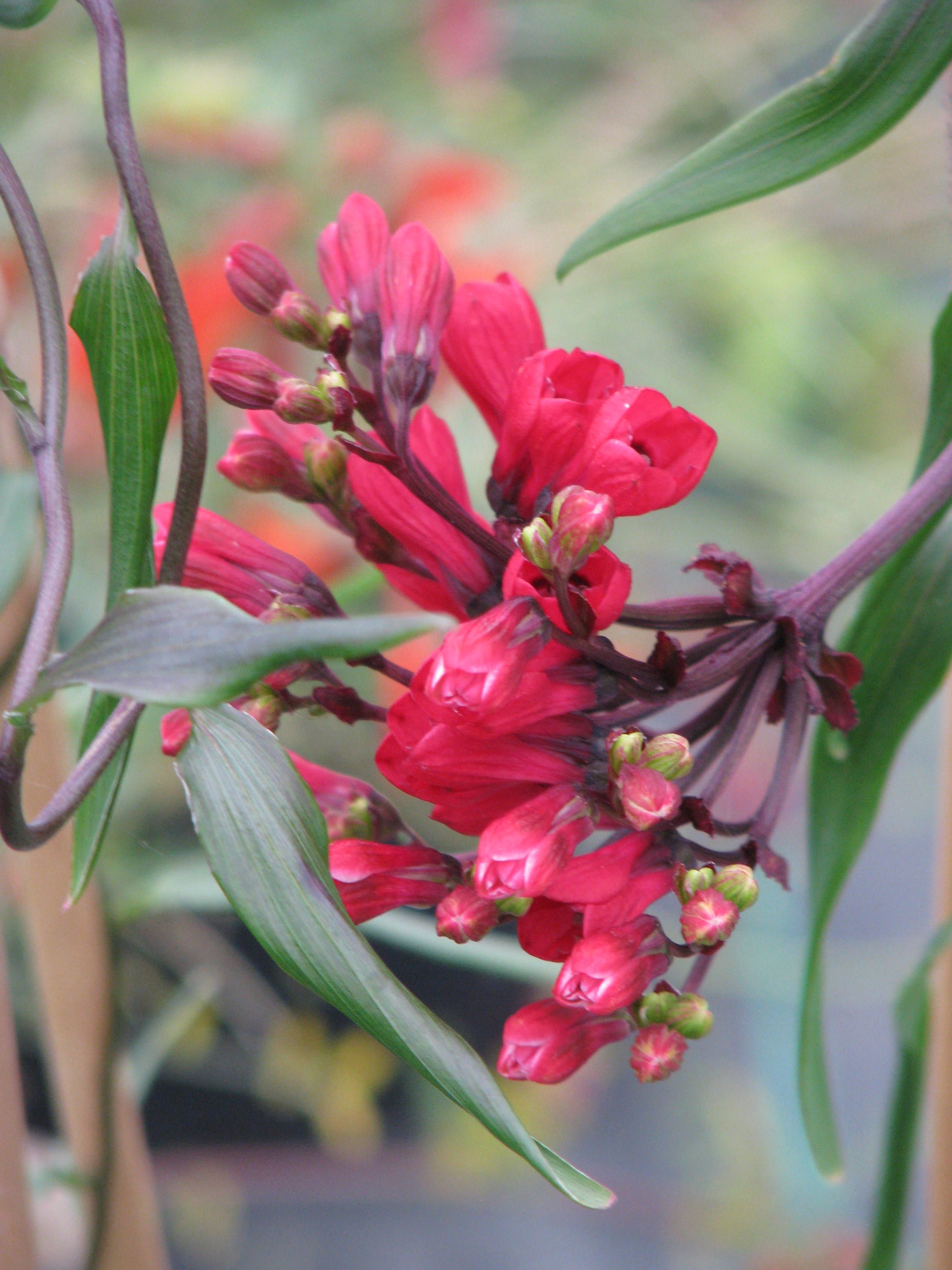
Flores

 Bomarea salsilla («salcilla», «zarcilla», «copihuito») es una especie endémica de Chile perteneciente a la familia de las alstroemeriáceas. Habita suelos pedregosos, a media sombra,  entre las regiones de Valparaíso y de La Araucanía. Posee flores rojas o, más raramente, amarillas, reunidas en llamativas inflorescencias de hasta 10 cm de diámetro. Presenta un gran potencial como especie ornamental.

## Descripción
Es una planta trepadora gracias a la presencia de tallos volubles y es perenne debido a que posee raíces tuberosas como órgano subterráneo de supervivencia. Las hojas son alternas, pecioladas, con el borde entero pero bastante variables en cuanto a su forma y a su tamaño, si bien son frecuentemente de forma lanceolada. Las láminas foliares tienen la base atenuada y el ápice redondeado. Las flores son hermafroditas,  tienen una longitud de 1 a 2 cm y son de color rojo. Están formadas por seis tépalos ordenados en dos verticilos semejantes, con los miembros del verticilo interno frecuentemente con manchas negras.  Las flores se agrupan en inflorescencias terminales. El fruto es una cápsula de 0,7 a 1,2 cm de diámetro.

## Taxonomía
Bomarea salsilla fue descrita por Linné publicado por Mirbel en Histoire naturelle, générale et particulière, des plantes 9: 71. 1804.
sin embargo como homónimo posterior figura en Florae Fluminensis Icones / nunc primo eduntur ... ; edidit Domnus Frater Antonius de Arrabida.. Parisiis por Velloso, según IPNI, 1831. Rodriguez et al.2018 lo cita por Herbert como B salsilla (L.)Herb. 1837
Etimología
Bomarea: nombre genérico que está dedicado al farmacéutico francés Jacques-Christophe Valmont de Bomare (1731-1807), que visitó diversos países de Europa y es autor de “Dictionnaire d’ histoire naturelle” en 12 volúmenes (desde 1768).
salsilla: epíteto latino que significa "salobre".
Sinonimia
- Alstroemeria oculata Lodd.
- Alstroemeria salsilla L.
- Bomarea granatensis M.Roem.
- Bomarea oculata (Lodd.) M.Roem.
- Bomarea praecipua Herb.
- Bomarea salsilla var. praecipua Herb.
- Bomarea salsilla var. subfalcata Gay
- Bomarea subfalcata Herb.[6]